# Hidraulikus kos

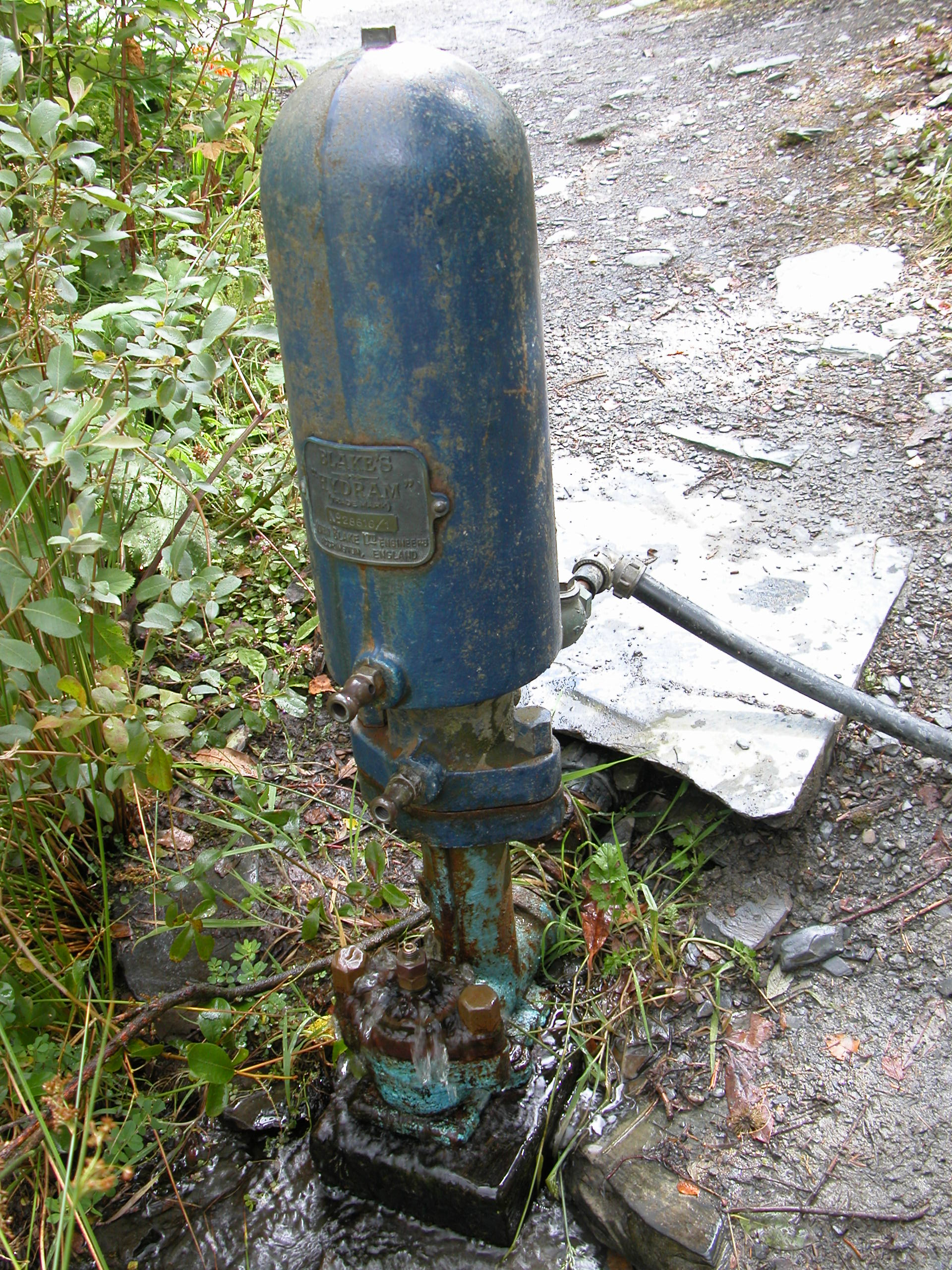
1. ábra: A walesi Alternatív Technológiák Ökológiai Központjában szökőkutat hajtó hidraulikus kos

A hidraulikus kos vagy vízemelő kos egy ciklikus vízszivattyú, amelyet vízenergia hajt. Adott nyomómagasságról, adott áramlási sebességgel vesz fel vizet, és magasabb nyomómagasságon, kisebb áramlási sebességgel bocsátja ki azt. Az eszköz a vízütéseffektus segítségével hoz létre olyan nyomást, amely lehetővé teszi a szivattyút tápláló bemeneti víz egy részének az eredeti vízszintnél magasabban fekvő pontra való emelését. A hidraulikus kost néha olyan távol fekvő területeken használják, ahol alacsony nyomómagasságú vízerőforrás áll rendelkezésre, és szükség van a víznek a forrásnál magasabb helyre történő szivattyúzására. Ebben a helyzetben a kos gyakran jó szolgálatot tesz, hiszen nem igényel más erőforrást, mint az áramló víz kinetikus energiáját.

## Története
1772-ben John Whitehurst, az Egyesült Királyság Cheshire megyéjében feltalálta a „pulzációs motor” nevű hidraulikus kos kézi vezérlésű elődjét, és az elsőt a cheshire-i Oultonba telepítette, hogy 4,9 méter (16 láb) magasra emelje a vizet.  1783-ban újabbat telepített Írországba. Nem szabadalmaztatta, és a részletek homályosak, de köztudott, hogy volt nyomástartó kamrája.
Az első önálló működésű kosszivattyút a francia Joseph Michel Montgolfier találta fel (a hőlégballon társfeltalálója) 1796-ban vízemelésre papírmalmában, Voironban. Barátja, Matthew Boulton 1797-ben brit szabadalmat jelentett be a nevében.  Montgolfier fiai 1816-ban megszerezték a továbbfejlesztett változat brit szabadalmát és ezt Whitehurst tervével együtt 1820-ban Josiah Easton, a somerseti születésű mérnök vette át, aki rögtön Londonba is költözött.
Easton cégét fia, James (1796–1871) örökölte, amely nőtt a tizenkilencedik század folyamán, hogy egyikévé váljon a fontosabb műszaki gyártóknak az Egyesült Királyságban, mint a kenti Erithben. Világszerte vízellátási és csatornarendszerekre, valamint talajvíz-elvezetési (lecsapolási) projektekre szakosodtak. Eastonnak jól menő vállalkozása volt, hogy vízellátási célból vízkosokat szállítson nagy vidéki házaknak, gazdaságoknak és faluközösségeknek. Néhány installációjuk még 2004-ben is fennmaradt, ilyen például a dorseti Toller Whelme falucskáé. Egészen 1958-ig, amikor a vezetékes víz megérkezett, a falucska keleti Dundry délre Bristol három vízikos működött – percenkénti zajos „puffanással”, vagy úgy rezonált a völgyben éjjel-nappal: a szükséges sok víz pumpálására a tejgazdaságok számára.
A cég 1909-ben bezárt, de a vízikosüzletet James R. Easton folytatta. 1929-ben a hampshire-i winchesteri  Green & Carter szerezte meg, amely a Vulcan és Vacher kosok gyártásával és telepítésével foglalkozott.

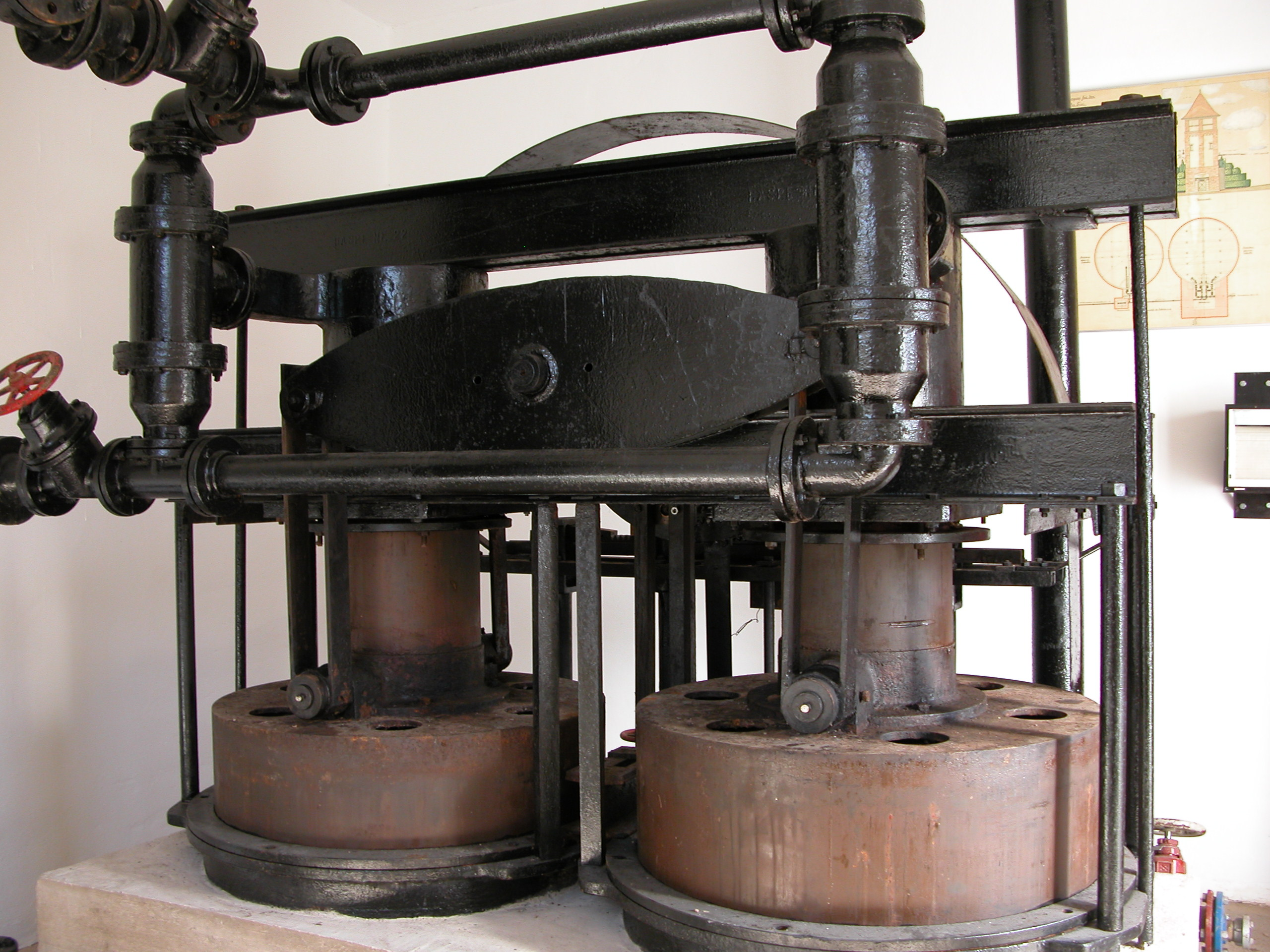
Lambach-rendszerű hidraulikus kos, amely ma a Roscheider Hof Szabadtéri Múzeumban látható

Az első amerikai szabadalmat Joseph Cerneau (vagy Curneau) és Stephen (Étienne) S. Hallet (1755-1825) jegyeztették be, 1809-ben. Az Amerikai Egyesült Államok érdeklődése a hidraulikus kosok iránt 1840 körül felélénkült, mivel újabb szabadalmak jöttek ki, és a hazai vállalatok megkezdték a vízikosok értékesítését. A 19. század vége felé az érdeklődés alábbhagyott, mivel az áram és az elektromos szivattyúk széles körben elérhetővé váltak.
Priestly hidraulikus kosa, amelyet 1890-ben épített meg Idahóban, egy „csodálatos” találmány volt, látszólag független, amely 110 láb (34 m) magasra emelte a vizet öntözés céljából. A kos máig fennmaradt, és szerepel az Egyesült Államok történelmi nyilvántartásában.
A huszadik század végére a fejlődő országokban a fenntartható technológia és a fejlett országokban az energiatakarékosság miatt megélénkült az érdeklődés a hidraulikus kosok iránt. Ilyen például a Fülöp-szigeteken működő Aid Foundation International, amely Ashden-díjat nyert a távirányított szivattyúk kifejlesztéséért, amelyek könnyen karbantarthatók távoli falvakban. A hullámerő kiaknázására szolgáló egyes javaslatokban a hidraulikus kos elvét alkalmazták, amelyek egyikét Hanns Günther már 1931-ben tárgyalta In hundert Jahren című könyvében.
Néhány későbbi, az Egyesült Királyságban található vegyes kosoknak nevezett terveket úgy készítették, hogy a kezelt vizet szivattyúzzák kezeletlen meghajtású vízforrás segítségével, ami leküzdi azokat a problémákat, amelyek az ivóvíz nyílt áramlásból származnak.
1996-ban az angol Frederick Philip Selwyn mérnök szabadalmaztatta a hidraulikus kosszivattyút, ahol a maradékvízszelep használta a Venturi-hatást, és koncentrikusan a bemeneti cső köré rendeződött. A kialakítás kompakt, s jelenleg "Papa Ram Pump" néven forgalmazzák.

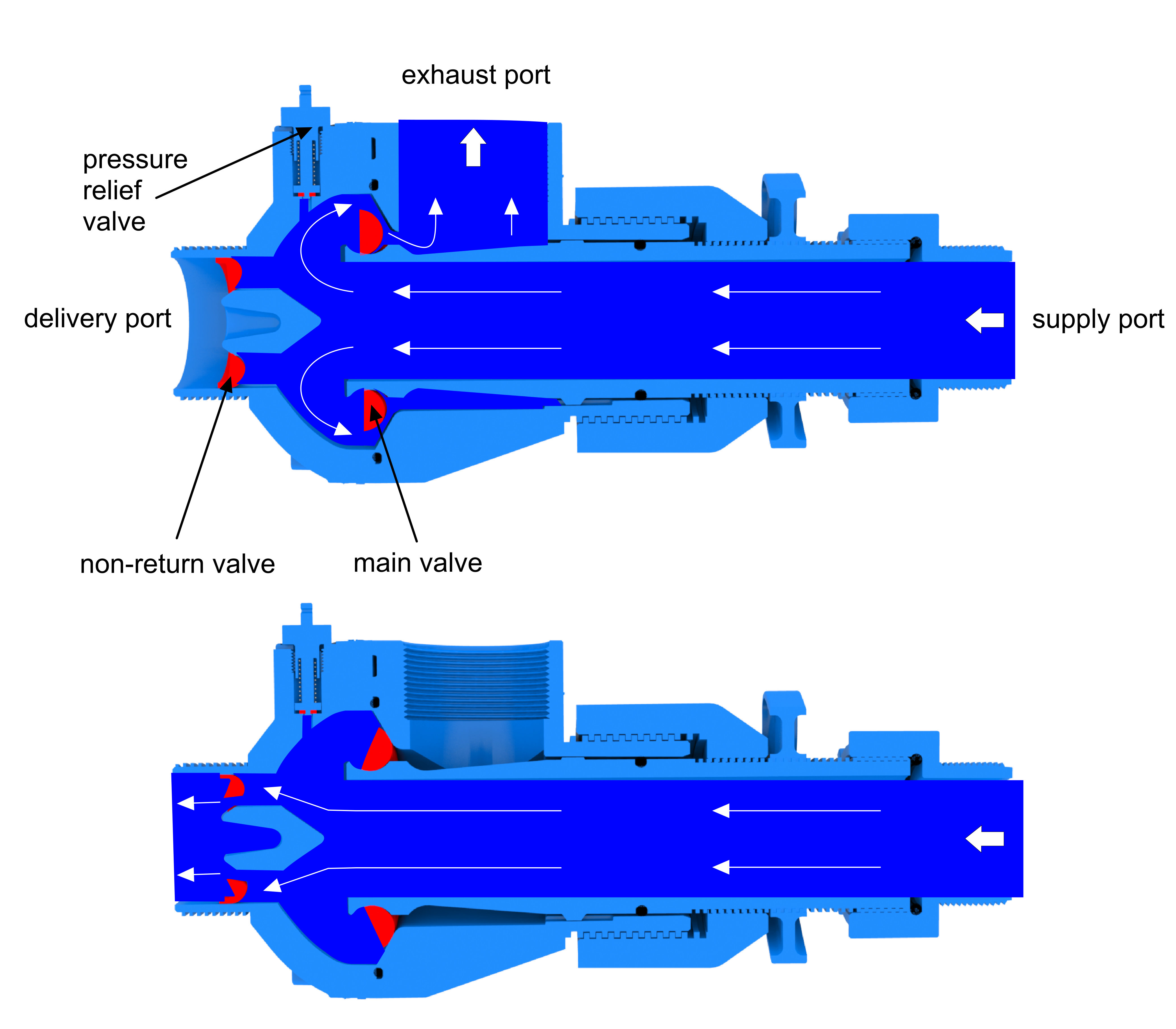
A Papa hidraulikus nyomószivattyú szelepelrendezése

## Felépítése és működési elve
A hagyományos hidraulikus kosnak csak két mozgó része van, egy rugós vagy súlyterhelésű „maradék” szelep, amelyet néha „elzáró” szelepnek neveznek, és egy „szállító” visszacsapószelep, így olcsó felépíteni, könnyen karbantartható és nagyon megbízható.
A Priestly hidraulikus kosának, amelyet az 1947-es Encyclopedia Britannica részletesen leír, nincsenek mozgó alkatrészei. 

### Műveleti sorrend

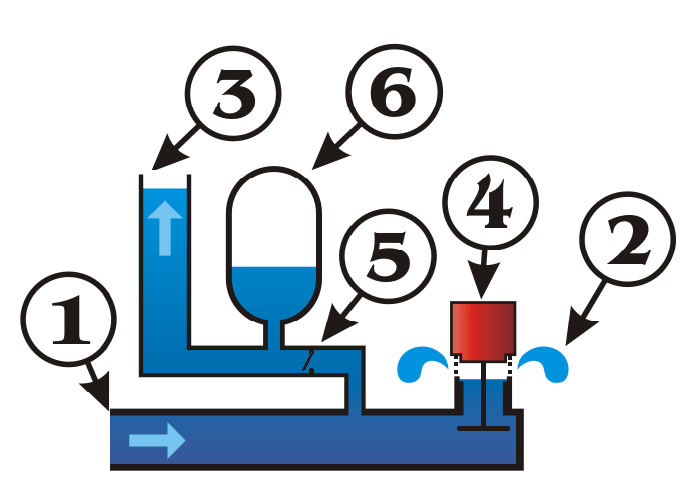
2. ábra: A hidraulikus kos alapelemei:
1. Bemeneti - meghajtó cső
2. Szabad áramlás a szelepnél
3. Kimeneti – szállítócső
4. Maradékvízszelep
5. Szállító visszacsapószelep
6. Nyomástartó edény

A 2. ábrán látható egyszerűsített hidraulikus kos működése: Kezdetben a maradékvízszelep [4] saját súlya miatt nyitva (azaz süllyesztve) van, és az adagolószelep [5] bezáródik a vízoszlop által a kimeneten [3] fellépő nyomás miatt. A bemeneti csőben lévő víz [1] a gravitációs erő alatt kezd folyni, és felveszi a sebességet és a mozgási energiát, amíg a növekvő közegellenállási erő megemeli és bezárja a maradékvízszelepet. A lendület a víz áramlását a bemeneti csővel szemben már lezárult maradékvízszelep okozza a vízütést, a megemelt nyomást a szivattyú túlnyomása okozta vízoszlop nyomja le az aljzatból. Ez a nyomáskülönbség most kinyitja az adagolószelepet [5], és arra kényszerít némi vizet, hogy áramoljon a szállítócsőbe [3]. Mivel ezt a vizet a szállítócsövön keresztül inkább felfelé kényszeríti, mint a forrásból lefelé, az áramlás lelassul; amikor az áramlás megfordul, s az adagoló visszacsapószelep [5] zár. Eközben a maradékvízszelep záródásától vízütés-nyomásimpulzust is eredményez, amely a beömlővezetéken felfelé terjed tovább a forrásig, ahol szívóimpulzussá alakul, amely visszafelé terjed a beömlőcsőben. Ez a szívóimpulzus a szelep súlyával vagy rugójával visszahúzza a maradékvízszelepet, és lehetővé teszi a folyamat újrakezdését.
A levegőt tartalmazó nyomástartó edény [6] csillapítja a hidraulikus nyomásütést, amikor a maradékvízszelep zár, és javítja a szivattyúzás hatékonyságát azáltal, hogy állandóbb áramlást enged a szállítócsövön. Bár a szivattyú elméletileg működhet nélküle, a hatásfok drasztikusan csökken, és a szivattyút rendkívüli terhelések érik, amelyek jelentősen lerövidíthetik az élettartamát. Az egyik probléma az, hogy a nyomás alatt lévő levegő fokozatosan teljesen feloldódik a vízben. Ennek a problémának az egyik megoldása az, hogy a levegőt rugalmas membrán választja el a víztől (hasonlóan a tágulási tartályhoz); ez a megoldás azonban problematikus lehet azokban a fejlődő országokban, ahol a pótalkatrészeket nehéz beszerezni. Egy másik megoldás egy szívószelep, amelyet a szállítószelep meghajtó oldala közelében helyeznek el. Ez automatikusan kis mennyiségű levegőt szív be minden alkalommal, amikor a szállítószelep leáll, és a részleges vákuum kialakul. Egy másik megoldás az, ha a nyomástartó edénybe behelyezünk egy autó vagy motorkerékpár gumiabroncsbelsőt, benne némi levegővel, ami a szelepet zárja. Ez a cső valójában megegyezik a membránnal, de szélesebb körben elérhető anyagokból valósítják meg. A csőben lévő levegő ugyanúgy csillapítja a vízütést, mint más konfigurációkban.

### Hatékonysága
A tipikus energiahatékonyság 60%, de akár 80% is lehetséges. Ezt nem szabad összekeverni a térfogati hatékonysággal, amely a leadott víz mennyiségét viszonyítja a forrásból vett teljes vízéhez. A szállítócsőnél rendelkezésre álló vízmennyiség csökken a szállítófej és a betápláló fej arányával. Tehát, ha a forrás két méterrel van a kos felett, és a vizet 10 méterre emelik a kos fölé, akkor a betáplált víznek csak 20%-a áll rendelkezésre, a másik 80% pedig a maradékvízszelepen keresztül folyik el. Ezek az arányok 100%-os energiahatékonyságot feltételeznek. A tényleges leadott víz mennyiségét tovább csökkenti az energiahatékonysági tényező. A fenti példában, ha az energiahatékonyság 70%, a leadott víz a 20% 70%-a, azaz 14% lesz. Feltéve, hogy a 2:1 tápfej/szállítófej arány és 70%-os hatékonyság, a leadott víz az 50% 70%-a, azaz 35% lenne. Az ellátási fej nagyon magas aránya általában alacsonyabb energiahatékonyságot eredményez. A vízikosok szállítói gyakran táblázatot adnak meg a tényleges tesztek alapján a várható térfogatarányokról.

### Hajtás és szállítócső kialakítása
Mivel mind a hatékonyság, mind a megbízható működés a vízütés hatásaitól függ, fontos a hajtócső kialakítása. Ennek 3 és 7-szer nagyobbnak kell lennie, mint a forrás és a kos közötti függőleges távolság. A kereskedelmi vízikosok rendelkezhetnek egy bemeneti csatlakozóval, amely alkalmas ennek az optimális lejtésnek a befogadására. A tápvezeték átmérője általában megegyezik a nyomócsonkra szerelhető bemenet átmérőjével, ami viszont a szivattyú teljesítményén alapul. A hajtócsőnek állandó átmérőjűnek, anyagúnak és a lehető legegyenesebbnek kell lennie. Ahol hajlításokra van szükség, azoknak sima, nagy sugarú görbületeknek kell lenniük. Még egy nagy spirál is megengedett, de a könyököket kerülni kell. A PVC bizonyos létesítményekben működik, de az acélcsöveket részesítik előnyben, bár azok sokkal drágábbak. Szelepek használata esetén szabad áramlásúnak kell lenniük, például gömbcsapnak vagy zárószelepnek.
A szállítócső sokkal kevésbé kritikus, mivel a nyomástartó edény megakadályozza, hogy a vízütés hatásai felfelé haladjanak. Általános kialakítását a megengedett nyomásesés határozná meg a várható áramlás alapján. Jellemzően a csőméret körülbelül a fele lesz a betápláló cső méretének, de nagyon hosszú távon nagyobb méret is megadható. A PVC-cső és a szükséges szelepek nem jelentenek problémát.

### Működés indítása
Az újonnan üzembe helyezett vagy a ciklust abbahagyó vízemelö kosnak automatikusan el kell indulnia, ha a kiegyenlítő szelep súlyát vagy a rugó nyomását helyesen állítják be, de az alábbiak szerint lehet újraindítani: Ha a szelep felemelt (zárt) helyzetben van, kézzel le kell tolni nyitott helyzetbe, és ki kell engedni. Ha az áramlás elegendő, akkor legalább egy ciklus lefut. Ha nem folytatja a ciklusokat, addig ismételten le kell nyomni, amíg önmagában folyamatos ciklusra nem kerül, általában három vagy négy kézi ciklus után. Ha a nyomószelep leáll, a lefolyó (nyitott) helyzetben a maradékvízszeleppel, akkor kézzel kell felemelni és fenn kell tartani, amíg szükséges a tápvezeték vízzel való megtöltéséhez és az esetleges légbuborékok feljutásához a csövön a forrásig. Ez a tápvezeték hosszától és átmérőjétől függően eltarthat egy ideig. Ezután manuálisan elindítható a fent leírt szelep néhányszori lenyomásával. Ha a szelepen van a nyomócsőnél a szállítócső, megkönnyíti az indítást. A szelepet zárjuk amíg a kos nem kezdi meg a ciklust, majd fokozatosan nyissuk ki, hogy megtöltse a szállítócsövet. Ha túl gyorsan nyitják meg, akkor leáll a ciklus. Amint a szállítócső megtelt, a szelep nyitva maradhat.

### Gyakori működési problémák
A kellő vízellátás elmulasztásának oka lehet a maradékvízszelep nem megfelelő beállítása, a nyomástartó edényben túl kevés a levegő, vagy egyszerűen megpróbálják magasabbra emelni a vizet, mint amire a kos képes.
A kos télen befagyhat, vagy a nyomástartó edény levegővesztesége károsodhat, ami túlzott stresszhez vezethet. Ezek a hibák megkövetelik a hegesztést vagy más javítási módszereket, esetleg alkatrészek cseréjét.
Nem ritka, hogy egy működő vízikos időnként újraindítást igényel. A ciklus a leeresztő szelep rossz beállítása vagy a forrásnál nem megfelelő vízáramlás miatt leállhat. A levegő akkor léphet be, ha a betáplált víz szintje legalább néhány hüvelyknyivel nem haladja meg a tápvezeték bemeneti végét. További problémák a szelepek eltömődése törmelékkel vagy nem megfelelő felszerelés, például egyenetlen átmérőjű vagy anyagú, éles kanyarokkal vagy durva belső térrel ellátott, vagy túl hosszú vagy rövid csepphez vezető, vagy nem elég merev anyagból készült. A PVC-ellátócső egyes létesítményekben működik, de az acélcső jobb.

## További irodalom
- Crowley, C.A. (1937. augusztus 1.). „Hydraulic rams furnish water supply to country homes”. Popular Mechanics, 306–311. o.
- Crowley, C.A. (1937. szeptember 1.). „Hydraulic rams furnish water supply to country homes”. Popular Mechanics, 437–477. o.
- Iversen, H.W. (1975. június 1.). „An analysis of the hydraulic ram”. Journal of Fluids Engineering 97 (2), 191–196. o. DOI:10.1115/1.3447251.
- Hydraulic Ram: Fixing & Working, Spons' Workshop Receipts. London: Spon, 457–465. o. (1921)
- Hydraulic rams - a comparative investigation (by J.H.P.M. Tacke), Communications on Hydraulic and Geotechnical Engineering. Delft University of Technology, Faculty of Civil Engineering (1988)

## Fordítás
Ez a szócikk részben vagy egészben  a   Hydraulic ram című angol Wikipédia-szócikk ezen változatának fordításán alapul.  Az eredeti cikk szerkesztőit annak laptörténete sorolja fel. Ez a jelzés csupán a megfogalmazás eredetét és a szerzői jogokat jelzi, nem szolgál a cikkben szereplő információk forrásmegjelöléseként.